# 丁蜀镇
丁蜀镇，或稱丁山，中國江蘇省宜興市四大鎮之一，位於宜興东南部。丁蜀镇以出产紫砂陶器著称。2019年中国百强乡镇第79名。

## 行政区划
丁蜀镇下辖以下地区：
白宕社区、公园路社区、画溪社区、蜀北社区、南河社区、蠡墅社区、湖渎社区、丁山社区、解放社区、龙溪社区、汤渡社区、潘南社区、蜀山社区、周墅社区、赵庄社区、张泽社区、大浦街社区、川埠社区、西望村、任墅村、建新村、塍里村、三洞桥村、双桥村、定溪村、上坝村、大港村、伏东村、陶渊村、潜洛村、紫砂村、洛涧村、查林村、川埠村、双庙村、施荡村、北塘村、张泽村、毛旗村、方钱村、大浦村、浦南村、汤庄村、渭渎村、洋渚村和洋岸村。

## 交通
- 新长铁路：丁山站
- 宁杭高速公路过境。